# Diane Anderson-Minshall
Diane Anderson-Minshall (née le 19 mars 1968) est une journaliste et autrice américaine connue pour avoir écrit sur les sujets lesbiens, gays, bisexuels et transgenres. Elle est correspondante de The Advocate et rédactrice en chef de HIV Plus Magazine. En 1993, elle a co-fondé le magazine lesbien Girlfriends. Diane Anderson-Minshall a coécrit en 2014 Queerly Beloved sur sa relation avec son mari, Jacob Anderson-Minshall.